# Freiherr
Freiherr  ili Freifrau je bila njemačka plemićka titula. Nositelji ove titule spadaju u niže plemstvo.U prijevodu s njemačkog jezika Freiherr je slobodni gospodar. Ova titula javlja se u Svetom Rimskom Carstvu, Austro-Ugarskoj, baltičkim i nordijskim zemljama. Ova titula je u istom rangu s titulom barun. U Njemačkoj poslije 1919. godine postaje dio prezimena plemićkih porodica, dok se do tada stavljao ispred vlastitog imena.